# Sunday Girl (canción de Erasure)
«Sunday Girl» es el trigésimocuarto disco sencillo publicado del grupo inglés de música electrónica Erasure, lanzado en 2007.
Este sencillo es una canción compuesta por (Clarke/Bell).

## Descripción
Sunday Girl fue el segundo sencillo del álbum Light at the End of the World.

Sunday Girl obtuvo el puesto número 33 del ranking británico, alcanzó la colocación número 76 en el ranking de Alemania y número 8 del ranking danés.

## Lista de temas
| CD Sencillo (CDMUTE376) 1. «Sunday Girl» (Radio Mix) 3:14 2. «Take Me On A Highway» 3:23 CD Sencillo (LCDMUTE376) 1. «Sunday Girl» (Extended 12″ Mix) 5:35 2. «Sunday Girl» (Riffs & Rays Club Edit) 6:44 3. «Sunday Girl» (Riffs & Rays Dub Edit) 6:46 7″ Vinilo Picture Disc (MUTE376) 1. «Sunday Girl» (Radio Mix) 3:14 2. «Take Me On A Highway» 3:23 Descarga digital (XLiMUTE376) 1. «Sunday Girl» (Riffs & Rays Radio Edit) 3:24 CD maxisencillo (MUTE9359) 1. «Sunday Girl» (Radio Mix) 3:14 2. «Take Me On A Highway» 3:23 3. «Sunday Girl» (Extended 12″ Mix) 5:35 4. «Sunday Girl» (Riffs & Rays Club Edit) 6:44 5. «Sunday Girl» (Riffs & Rays Dub Edit) 6:46 | Club Promo CD (PCDMUTE376) 1. «Sunday Girl» (Riffs & Rays Club Edit) 6:44 2. «Sunday Girl» (Extended 12″ Mix) 5:35 3. «Sunday Girl» (Riffs & Rays Dub Edit) 6:46 4. «Sunday Girl» (Riffs & Rays Radio Edit) 3:24 5. «Sunday Girl» (Radio Mix) 3:14 Radio Promo CD (RCDMUTE376) 1. «Sunday Girl» (Radio Mix) 3:14 2. «Sunday Girl» (Riffs & Rays Radio Edit)3:24 |

## Créditos
Este sencillo tiene un lado B: Take Me on a Highway escrito por (Clarke/Bell).